# Mondoñedo (Foz)
Mondoñedo (llamada oficialmente San Martiño de Mondoñedo) es una parroquia española del municipio de Foz, en la provincia de Lugo, Galicia.

## Organización territorial
La parroquia está formada por diecinueve entidades de población, constando dieciocho de ellas en el nomenclátor del Instituto Nacional de Estadística español:

### Entidades de población
Entidades de población que forman parte de la parroquia:
- Bao (Vao)
- Caizal
- Caritel (O Caritel)
- Carrís (Os Carrís)
- Ferreirabella (Ferreira Vella)
- Forxán
- Ginzo (Xinzo)
- Hermida (A Ermida)
- Mourente
- O Carme
- Oirín
- Palmiz
- Reiriz
- Río
- Ver
- Vilacendoy (Vilacendoi)
- Vilar
- Vilela

### Despoblado
Despoblado que forma parte de la parroquia:
- Trasmonte

## Demografía
| Gráfica de evolución demográfica de Mondoñedo entre 2000 y 2019 |
|                                                                 |
| Datos según el nomenclátor publicado por el INE.                |